# 岡宮道生
岡宮道生（1964年6月6日—）為東京出生的遊戲製作人、吉他手、編曲家、作曲家。2016年起在DMM.com POWERCHODE STUDIO任職。為樂團黑魔導士的成員之一。岡宮曾参与舰队Collection的制作。